# Moisés Vargas
Moisés Vargas (Bogotá, 7 de octubre de 1905-Bogotá, 1 de febrero de 1978) fue un artista colombiano, escultor de próceres y notables figuras de la vida pública nacional y tallador de Cristos monumentales. Hijo de Félix Saiz Osorio y Dolores (Lola) Vargas.
Se formó en Francia y en España, donde quedan algunas de sus obras y obtuvo premios en exigentes salones europeos. En Colombia donde queda la mayor parte de su obra, ganó el premio del Octavo Salón Nacional de Artistas de Colombia en 1950, con un busto en granito de Laureano Gómez.

## Su obra
El maestro Moisés Vargas fue un prototipo de la escuela clásica y plasmó con sus manos un gran número de obras en piedra, mármol y bronce de próceres de la República de Colombia, políticos y hombres de estado. Entre sus tallas y esculturas figuran las del general Rafael Reyes, de Enrique Olaya Herrera, de Eduardo Santos, Mariano Ospina Pérez y Laureano Gómez.
Diseñó la Galería de Héroes de la Escuela Militar de Bogotá, para la cual hizo también la estatuaria entre otras figuran los bustos de Antonio Ricaurte, Antonia Santos, Mercedes Abrego, Jose Prudencio Padilla, Atanasio Girardot, la estatua del General Rafael Reyes descubierta por el presidente Guillermo León Valencia, en el parque del mismo nombre en Santa Rosa de Viterbo en Boyacá; el Busto del General Antonio Nariño (su Tatarabuelo), descubierto junto con el busto de Tomás Cipriano de Mosquera por monseñor Emilio de Brigard (primo del escultor) y el director de la escuela General Gabriel Puyana en mayo de 1974. En el mismo plantel de la escuela militar erigió el monumento al general Guarín, sacrificado en los acontecimientos de julio de 1944. En su obra figuran también grabados y diseños numismáticos como la moneda con la efigie de Jorge Eliecer Gaitán, la esfigie del Sabio Caldas y el emblema de la Corporación Financiera de Caldas, las medallas y monedas conmemorativas del CEI, y la visita del Papa Paulo VI a Bogotá, en el Congreso Eucarístico Internacional de 1968, la primera de un pontífice reinante a un país de América Latina.
En distintos lugares del país se levantan esculturas y piezas labradas por el artista bogotano, entre ellas un Cristo de proporciones monumentales en el cementerio de Manizales y un Cristo esculpido en un solo bloque de piedra, de 3.50 metros, que orna la iglesia del perpetuo Socorro, en el barrio Olaya Herrera en Bogotá, además de una imagen de la dolorosa y un San José en alto relieve.
El Maestro Vargas toma posesión el 13 de febrero de 1943,del cargo de Profesor de talla en la Escuela de Especialización artística de Bogotá de manos del Ministro de Educación Nacional Arcesio Londoño Palacio.
En Venezuela donde también vivió y trabajo, queda una rica muestra entre la cual también figura una estatua de Bolívar a caballo, que fue colocada en Monte Ávila en Caracas, obra que le mereció una condecoración especial del entonces presidente de Venezuela Rafael Caldera, unos bustos de Libertador y del General Francisco Miranda.
Vargas mereció a lo largo de sus 72 años de vida, ocho premios, dos de ellos ganados en Francia y en España.

## Primeras impresiones sobre su arte
(Tomado de El Espectador, 1938)
"Moisés Vargas ha sido un trabajador activo de su propia formación artística y ha logrado crearse, por su propio esfuerzo, una personalidad de gran valor.
Trabajando como tallador en el silencio de su anonimato, logró realizar obras de inspiración vigorosa y de mucho valor y ya cuenta con un nombre aprestigiado por el éxito. Nos complace en felicitar al joven artista por su gran obra y estamos seguros de que alcanzará un éxito enorme, pues el valor de sus concepciones le designa un puesto de distinción en el arte natural."
"Moises Vargas es un artista Colombiano, que hace arte Colombiano...Tiene además la ventaja de un completo dominio habilidoso sobre la talla de la materia. Cualquiera se queda perplejo viéndolo con la seguridad de que sale confundido. Moises Vargas habla en el extraño lenguaje de la plástica, por medio del cual se ha dicho que las cosas se expresan por los actos. Y con esto tiene para ser un artista." Enrike Torregroza.

## Ganador del VIII Salón Nacional de Artistas Colombianos
(Tomado del periódico El Tiempo, 1950)
"Aun cuando algunos valores reconocidos no se presentaron al concurso de este año, el
 VIII Salón Nacional de Artistas Colombianos, ha superado a todos los anteriores. Por la imparcialidad que caracterizó el fallo de los jurados, por lo admirable de las obras que ganaron los premios, y en fin porque la opinión lo acogió con el más resonante de los éxitos.
El premio en escultura "Excmo. señor Laureano Gómez", de Moisés Vargas, es una obra consumada de un arte sorprendente. El granito, materia dura y difícil, obedeció la intención del artista, a tal punto que logra hacer presente aún en características tan sorprendentes como la claridad de los ojos, la figura del presidente de la república de Colombia. Exhibe arte, dominio, vida y fuerza convincente. Es sin lugar a dudas lo mejor de todo el VIII Salón."